# Tyler1
Tyler Steinkamp (* 7. März 1995 in Missouri), eher bekannt unter seinem Online-Pseudonym tyler1 oder T1, ist ein amerikanischer Streamer auf Twitch und Internet-Persönlichkeit. Er ist eine der beliebtesten Online-Persönlichkeiten von League of Legends mit etwas mehr als vier Millionen Anhängern auf Twitch. Steinkamp war es von April 2016 bis Januar 2018 untersagt, League of Legends zu spielen, weil er sich gegenüber anderen Spielern störend verhalten hatte, was ihm den Spitznamen „The Most Toxic Player in North America“ einbrachte. Sein erster League-of-Legends-Stream nach der Wiedereinsetzung erreichte seinen Höhepunkt bei über 386.000 Zuschauern auf Twitch, einer Zahl, die damals als die größte nicht turnierbezogene Zuschauerzahl der Website galt.

## Leben
Er studierte Informatik an der Central Methodist University in Fayette im US-Bundesstaat Missouri, bevor er sich auf seine Streaming-Karriere auf Twitch konzentrierte. Während seiner Zeit an der Central Methodist University spielte in der Footballmannschaft seiner Universität die Position des Runningback.

## Karriere

### Erste Popularität und Verbot
Steinkamp belegte 2014 auf der Leiter der North American League of Legends Platz 14, aber sein Stream hatte bis 2016 eine bescheidene Fangemeinde. Steinkamp wurde ursprünglich in der League-of-Legends-Community für sein schlechtes Verhalten in seinem Stream bekannt, zu dem auch das persönliche Angreifen anderer, die Ermutigung zum Selbstmord und das absichtliche Hinwerfen des Spiels zum Nachteil seiner Teamkollegen gehörten. Dieses Verhalten führte schließlich zu dauerhaften Verboten für 22 Konten über mehrere Jahre hinweg.
Steinkamp gewann im April 2016 rapide an Popularität, als er öffentlich ankündigte, dass er sich gebessert habe. Sein Twitch-Kanal stieg angeblich von rund 5.700 Follower vor der Ankündigung auf über 92.000 Follower bis zum Ende des Monats. Sein verbessertes Verhalten verlor sich schnell, aber seine Anhängerschaft wuchs weiter und dies veranlasste mehrere hochkarätige und professionelle Spieler, sein Verhalten zu verurteilen. Diejenigen, die sich gegen Steinkamps Verhalten wandten, glaubten, dass seine Popularität die Spielertoxizität fördern und normalisieren würde, und kritisierten den Entwickler Riot Games, weil er keine Maßnahmen ergriffen habe, um dieses Verhalten zu verhindern.
Am 30. April 2016 kündigte Riot Games-Mitarbeiter Riot Socrates an, dass Steinkamp aufgrund „einer gut dokumentierten Geschichte von Kontoverboten für verbalen Missbrauch“ und Spielerbelästigung kein League-of-Legends-Konto besitzen dürfe. Im Rahmen einer Riot-Games-Praxis, die als ID-Banning bekannt ist, würden Konten, die Steinkamp öffentlich im Internet gespielt hat, sofort gesperrt, auch wenn die Regeln für das Konto noch nicht gebrochen wurden. Bislang ist diese Art von Verbot in der Geschichte von League of Legends nur wenige Male ausgesprochen worden.
Nachdem Steinkamp verboten wurde, war er gezwungen, sich vom Spielen von League of Legends zu trennen. Um seine Fangemeinde weiter zu vergrößern, streamte er ein außergewöhnliches Video. Sein Stream erregte mediale Aufmerksamkeit, als er eine 45-minütige Aktionsparodie seines Lebens vor einem Greenscreen für den April Fools' Day 2018 mit dem Titel A Day in the Life of Tyler1 spielte. Er spielte auch weiterhin andere Spiele wie PlayerUnknown’s Battlegrounds.
Im Oktober 2017 machte der Riot Games-Mitarbeiter Aaron "Sanjuro" Rutledge beleidigende Bemerkungen über Steinkamp im offiziellen League Discord Kanal. Ein paar Tage später berichtete der investigative E-Sport-Journalist Richard Lewis, dass Rutledge nicht mehr bei Riot Games arbeitete.

### Rückkehr
Ende 2017 kündigte Steinkamp während eines Streams an, dass sein Verbot Ende des Jahres aufgehoben werde, wenn die Konten, die er im letzten Monat gespielt habe, frei von missbräuchlichem Verhalten seien. Im Januar 2018 kündigte Steinkamp an, dass er nicht gesperrt worden sei, was später von Riot Games bestätigt wurde. Tylers erster Stream, nachdem er im Januar 2018 entbannt wurde, erreichte mit über 382.000 Zuschauern den Höchstwert und brach damit den Rekord für die meisten gleichzeitigen Zuschauer für einen einzelnen Streamer auf Twitch, der von Faker 2017 eingestellt wurde. Dieser Rekord wurde einen Monat später von Dr. DisRespects erstem Stream nach der Rückkehr aus einer zweimonatigen Pause gebrochen, obwohl die Quellen aufgrund widersprüchlicher Medienberichte und technischer Probleme mit Twitch nicht übereinstimmten.
Während einer wütenden Schimpfkanonade über die jüngsten Änderungen am Spiel gab Steinkamp zu, dass er süchtig nach League of Legends war, was andere Mitglieder der Community dazu veranlasste, ihre Suchtgeschichten zu erzählen und Ratschläge von Riot Games-Mitarbeitern zu geben.
Im Februar 2018 überstieg Steinkamp 30.000 bezahlte Abonnenten auf seinem Twitch-Kanal. Im September 2018 hatte Steinkamps Twitch-Kanal fast 2 Millionen Follower und mehr als 80 Millionen Views, und sein YouTube-Kanal hatte mehr als 1 Million Abonnenten und fast 200 Millionen Views.

### Vertrag bei T1
Am 17. Oktober 2020 wurde vom E-Sport-Team T1 auf deren Twitterseite und Youtube-Kanal angekündigt, dass Steinkamp bei T1 als Content Creator unter Vertrag steht. Der Vertrag wurde mit der E-Sport- und Gaming-Agentur PROXY verhandelt.